# Nemesioidea
Nemesioidea è una  superfamiglia di aracnidi migalomorfi che comprende una sola famiglia:
- Nemesiidae SIMON, 1892